# Liste des œuvres d'Arthur Conan Doyle
Sir Arthur Conan Doyle (1859-1930) est un écrivain et médecin britannique. Resté principalement célèbre pour sa série de romans et de nouvelles mettant en scène le détective Sherlock Holmes, Arthur Conan Doyle est, au cours de sa carrière, un écrivain prolifique en étant l'auteur d'une vingtaine de romans et de plus de deux cents nouvelles de fiction, auxquels s'ajoutent des pièces de théâtre, des recueils de poésie de guerre, de nombreux essais, récits et articles consacrés à l'histoire militaire, ainsi que de nombreux écrits en faveur du spiritisme publiés après la Première Guerre mondiale.
Arthur Conan Doyle commence sa carrière littéraire à l'âge de 20 ans en 1879 avec la publication de sa première nouvelle, Le Mystère de la vallée de Sasassa, dans un périodique écossais. L'auteur devient connu du grand public britannique en 1891 avec la publication dans le Strand Magazine d'un ensemble de nouvelles mettant en scène le détective Sherlock Holmes, dont les aventures passionnent rapidement les lecteurs, bien que son premier roman mettant en scène Sherlock Holmes, Une étude en rouge, soit passé inaperçu lors de sa publication en 1887. Toujours en 1891, Conan Doyle publie le roman historique La Compagnie Blanche qui reçoit également un très bon accueil du public et participe alors à sa célébrité.
Dans le domaine des œuvres de fiction, la carrière littéraire d'Arthur Conan Doyle se compose de plusieurs séries de romans et nouvelles appartenant à des genres littéraires variés. Le cycle Sherlock Holmes, appartenant au genre policier, se compose de quatre romans et cinquante-six nouvelles publiés entre 1887 et 1927, dont l'œuvre restée la plus célèbre est le roman Le Chien des Baskerville, publié en 1901-1902. Le cycle de romans et nouvelles historiques dont il est l'auteur se compose principalement des romans La Compagnie Blanche (1891) et Sir Nigel (1906), ainsi que des dix-sept nouvelles mettant en scène le brigadier Gérard à l'époque napoléonienne, publiées de 1894 à 1910. Enfin, dans le domaine de la science-fiction, Arthur Conan Doyle a écrit les aventures du professeur Challenger, dont le cycle littéraire se compose de trois romans et deux nouvelles publiés entre 1912 et 1929, et dont l'œuvre la plus célèbre est le roman Le Monde perdu, paru en 1912. Arthur Conan Doyle a également publié de très nombreuses nouvelles en dehors de ces thématiques, notamment des récits de mystère et d'épouvante, dans la veine de ceux écrits par Edgar Allan Poe (1809-1849), ou encore des récits liés à la vie médicale. Conan Doyle a lui-même adapté pour le théâtre un certain nombre de ses œuvres à succès.
Passionné d'histoire militaire, Arthur Conan Doyle a également publié au cours de sa carrière de nombreux essais, articles et ouvrages sur la thématique de la guerre. Entre 1900 et 1902, il défend dans ses écrits l'intervention britannique en Afrique du Sud (la seconde guerre des Boers), ce qui lui vaut le titre de « sir » décerné par le pouvoir royal britannique. De 1916 à 1920, il publie également d'importants travaux au sujet de la Première Guerre mondiale, dont l'œuvre majeure est The British Campaign in France, série d'ouvrages publiée en six volumes.
À la suite de la mort de son fils Kingsley en 1918 dans le contexte de la Première Guerre mondiale, puis de son frère Innes en 1919, Arthur Conan Doyle défend dans les dernières décennies de sa vie la cause spirite et publie de nombreux essais et articles consacrés à cette thématique. Certaines de ses prises de positions, notamment la défense de l'existence des fées, lui ont valu d'importantes critiques.

## Nouvelles
| Titre original                                                          | Traduction                                                            | Parution                      | Périodique                                     | Série                 |
| ----------------------------------------------------------------------- | --------------------------------------------------------------------- | ----------------------------- | ---------------------------------------------- | --------------------- |
| The Mystery of the Sasassa Valley                                       | Le Mystère de la vallée de Sasassa                                    | septembre 1879                | Chambers's Journal                             |                       |
| The American's Tale                                                     | Le Récit de l'Américain                                               | décembre 1880                 | London Society                                 |                       |
| A Night Among the Nihilists                                             | Une nuit chez les nihilistes                                          | avril 1881                    | London Society                                 |                       |
| That Little Square Box                                                  | La Petite Boîte carrée                                                | décembre 1881                 | London Society                                 |                       |
| The Gully of Bluemansdyke                                               | Le Ravin de la digue de l'Homme-Bleu                                  | décembre 1881                 | London Society                                 |                       |
| Bones                                                                   | Les Os                                                                | avril 1882                    | London Society                                 |                       |
| Our Derby Sweepstakes                                                   | Notre cagnotte du derby                                               | mai 1882                      | London Society                                 |                       |
| That Veteran                                                            | Un vétéran                                                            | septembre 1882                | All The Year Round                             |                       |
| My Friend the Murderer                                                  | Mon ami l'assassin                                                    | décembre 1882                 | London Society                                 |                       |
| The Captain of the "Pole-Star"                                          | Le Capitaine de "L'Étoile Polaire"                                    | janvier 1883                  | Temple Bar                                     |                       |
| Gentlemanly Joe                                                         | Gentlemanly Joe                                                       | mars 1883                     | All The Year Round                             |                       |
| The Winning Shot                                                        | Le Coup gagnant                                                       | juillet 1883                  | Bow Bells                                      |                       |
| Selecting a Ghost: The Ghosts of Goresthorpe Grange                     | Le Secret de Goresthorpe Grange                                       | décembre 1883                 | London Society                                 |                       |
| The Silver Hatchet                                                      | La Hachette d'argent                                                  | décembre 1883                 | London Society                                 |                       |
| An Exciting Christmas Eve                                               | Une éprouvante nuit de Noël ou ma conférence sur la dynamite          | décembre 1883                 | The Boy's Own Paper                            |                       |
| J. Habakuk Jephson's Statement                                          | Le Récit de J. Habakuk Jephson / Déposition de J. Habakuk Jephson     | janvier 1884                  | Cornhill Magazine                              |                       |
| The Heiress of Glenmahowley                                             | L'Héritière de Glenmahowley                                           | janvier 1884                  | Temple Bar                                     |                       |
| The Blood-Stone Tragedy: A Druidical Story                              | -                                                                     | février 1884                  | Cassell's Saturday Journal                     |                       |
| John Barrington Cowles                                                  | John Barrington Cowles                                                | avril 1884                    | Cassell's Saturday Journal                     |                       |
| The Cabman's Story                                                      | L'Histoire du cocher                                                  | mai 1884                      | Cassell's Saturday Journal                     |                       |
| The Tragedians                                                          | Un duel d'acteur                                                      | août 1884                     | Bow Bells                                      |                       |
| Crabbe's Practice                                                       | La Clientèle de Crabbe                                                | décembre 1884                 | The Boy's Own Paper                            |                       |
| The Man from Archangel                                                  | L'Homme venu d'Arkhangel / L'Homme d'Arkhangelsk                      | janvier 1885                  | London Society                                 |                       |
| The Lonely Hampshire Cottage                                            | Le Visiteur inattendu                                                 | mai 1885                      | Cassell's Saturday Journal                     |                       |
| The Great Keinplatz Experiment                                          | L'Expérience de Keinplatz / La Grande Expérience de Keinplatz         | juillet 1885                  | Belgravia Magazine                             |                       |
| The Parson of Jackman's Gulch                                           | Le Clergyman du gouffre de Jackman                                    | décembre 1885                 | London Society                                 |                       |
| The Fate of the Evangeline                                              | Le Sort de l'Évangeline                                               | décembre 1885                 | The Boy's Own Paper                            |                       |
| Touch and Go: A Midshipman's Story                                      | À deux doigts de la mort                                              | avril 1886                    | Cassell's Magazine                             |                       |
| Cyprian Overbeck Wells, or A Literary Mosaic                            | Cyprien Overbeck-Wells / Une mosaïque littéraire                      | décembre 1886                 | The Boy's Own Paper                            |                       |
| Uncle Jeremy's Household                                                | Notre-Dame de la mort / Mystère chez l'oncle Jeremy                   | janvier 1887 - février 1887   | The Boy's Own Paper                            |                       |
| The Stone of Boxman's Drift                                             | -                                                                     | décembre 1887                 | The Boy's Own Paper                            |                       |
| John Huxford's Hiatus                                                   | La Double Vie de John Huxford                                         | juin 1888                     | Cornhill Magazine                              |                       |
| The Ring of Thoth                                                       | L'Anneau de Toth                                                      | janvier 1890                  | Cornhill Magazine                              |                       |
| A Physiologist's Wife                                                   | Une femme de physiologiste / L'Épouse du physiologiste                | septembre 1890                | Blackwood's Magazine                           |                       |
| The Surgeon of Gaster Fell                                              | Le Chirurgien de Gaster Fell / Le Médecin du Gaster Fell              | décembre 1890                 | Chambers's Journal                             |                       |
| A Pastoral Horror                                                       | Horreur pastorale                                                     | décembre 1890                 | People                                         |                       |
| Our Midnight Visitor                                                    | Le Visiteur de minuit                                                 | février 1891                  | Temple Bar                                     |                       |
| The Voice of Science                                                    | La Voix de la science                                                 | mars 1891                     | The Strand Magazine                            |                       |
| A Straggler of '15                                                      | Le Traînard de 1815                                                   | mars 1891                     | Black and White                                |                       |
| A Scandal in Bohemia                                                    | Un scandale en Bohême                                                 | juillet 1891                  | The Strand Magazine                            | Sherlock Holmes       |
| The Colonel's Choice                                                    | Le Choix du colonel                                                   | juillet 1891                  | Lloyd's Weekly Newspaper                       |                       |
| The Red-Headed League                                                   | La Ligue des rouquins                                                 | août 1891                     | The Strand Magazine                            | Sherlock Holmes       |
| A Case of Identity                                                      | Une affaire d'identité                                                | septembre 1891                | The Strand Magazine                            | Sherlock Holmes       |
| The Boscombe Valley Mystery                                             | Le Mystère du val Boscombe                                            | octobre 1891                  | The Strand Magazine                            | Sherlock Holmes       |
| The Five Orange Pips                                                    | Les Cinq Pépins d'orange                                              | novembre 1891                 | The Strand Magazine                            | Sherlock Holmes       |
| A Sordid Affair                                                         | Une bien triste histoire                                              | novembre 1891                 | People                                         |                       |
| The Man with the Twisted Lip                                            | L'Homme à la lèvre tordue                                             | décembre 1891                 | The Strand Magazine                            | Sherlock Holmes       |
| A False Start                                                           | Un faux départ                                                        | décembre 1891                 | The Gentlewoman                                |                       |
| Out of the Running                                                      | -                                                                     | janvier 1892                  | Black and White                                |                       |
| The Adventure of the Blue Carbuncle                                     | L'Escarboucle bleue                                                   | janvier 1892                  | The Strand Magazine                            | Sherlock Holmes       |
| The Adventure of the Speckled Band                                      | Le Ruban moucheté                                                     | février 1892                  | The Strand Magazine                            | Sherlock Holmes       |
| The Adventure of the Engineer's Thumb                                   | Le Pouce de l'ingénieur                                               | mars 1892                     | The Strand Magazine                            | Sherlock Holmes       |
| The Great Brown-Pericord Motor                                          | Le Grand Moteur Brown-Péricord                                        | mars 1892                     | Ludgate Weekly Magazine                        |                       |
| De Profundis                                                            | Du fond de l'abîme                                                    | mars 1892                     | The Idler                                      |                       |
| The Adventure of the Noble Bachelor                                     | Un aristocrate célibataire                                            | avril 1892                    | The Strand Magazine                            | Sherlock Holmes       |
| A Regimental Scandal                                                    | Scandale au régiment                                                  | mai 1892                      | The Indianapolis News                          |                       |
| The Adventure of the Beryl Coronet                                      | Le Diadème de béryls                                                  | mai 1892                      | The Strand Magazine                            | Sherlock Holmes       |
| The Adventure of the Copper Beeches                                     | Les Hêtres rouges                                                     | juin 1892                     | The Strand Magazine                            | Sherlock Holmes       |
| A Question of Diplomacy                                                 | Une question de diplomatie                                            | juillet 1892 (été 1892)       | The Illustrated London News                    | Contes de médecins    |
| Lot No. 249                                                             | Le Lot n°249                                                          | septembre 1892                | Harper's Monthly Magazine                      |                       |
| Jelland's Voyage                                                        | Le Voyage de Jelland                                                  | novembre 1892                 | Harper's Weekly                                |                       |
| The Adventure of Silver Blaze                                           | Flamme d'Argent                                                       | décembre 1892                 | The Strand Magazine                            | Sherlock Holmes       |
| The Los Amigos Fiasco                                                   | Le Fiasco de Los Amigos                                               | décembre 1892                 | The Idler                                      | Contes de médecins    |
| The Adventure of the Cardboard Box                                      | La Boîte en carton                                                    | janvier 1893                  | The Strand Magazine                            | Sherlock Holmes       |
| The Adventure of the Yellow Face                                        | La Figure jaune                                                       | février 1893                  | The Strand Magazine                            | Sherlock Holmes       |
| The Adventure of the Stockbroker's Clerk                                | L'Employé de l'agent de change                                        | mars 1893                     | The Strand Magazine                            | Sherlock Holmes       |
| The Adventure of the Gloria Scott                                       | Le Gloria Scott                                                       | avril 1893                    | The Strand Magazine                            | Sherlock Holmes       |
| The Adventure of the Musgrave Ritual                                    | Le Rituel des Musgrave                                                | mai 1893                      | The Strand Magazine                            | Sherlock Holmes       |
| The Adventure of the Reigate Squire                                     | Les Propriétaires de Reigate                                          | juin 1893                     | The Strand Magazine                            | Sherlock Holmes       |
| The Green Flag                                                          | Le Drapeau vert                                                       | juin 1893                     | Pall Mall Magazine                             |                       |
| The Adventure of the Crooked Man                                        | Le Tordu                                                              | juillet 1893                  | The Strand Magazine                            | Sherlock Holmes       |
| The Slapping Sail                                                       | La Grosse Sally / La « Claquante »                                    | juillet 1893                  | Sunday Inter Ocean (et autres)                 |                       |
| The Adventure of the Resident Patient                                   | Le Pensionnaire en traitement                                         | août 1893                     | The Strand Magazine                            | Sherlock Holmes       |
| The Adventure of the Greek Interpreter                                  | L'Interprète grec                                                     | septembre 1893                | The Strand Magazine                            | Sherlock Holmes       |
| The Adventure of the Naval Treaty                                       | Le Traité naval                                                       | octobre 1893 – novembre 1893  | The Strand Magazine                            | Sherlock Holmes       |
| The Case of Lady Sannox                                                 | L'Affaire de Lady Sannox                                              | novembre 1893                 | The Idler                                      | Contes de médecins    |
| The Adventure of the Final Problem                                      | Le Dernier Problème                                                   | décembre 1893                 | The Strand Magazine                            | Sherlock Holmes       |
| The Doctors of Hoyland                                                  | Les Docteurs de Hoyland                                               | avril 1894                    | The Idler                                      | Contes de médecins    |
| Sweethearts                                                             | Amoureux                                                              | juin 1894                     | The Idler                                      | Contes de médecins    |
| The Lord of Château Noir                                                | Le Seigneur du Château noir                                           | juillet 1894                  | The Strand Magazine                            |                       |
| A Medical Document                                                      | Un document médical                                                   | octobre 1894                  | Recueil Sous la lampe rouge                    | Contes de médecins    |
| The Third Generation                                                    | La Troisième Génération                                               | octobre 1894                  | Recueil Sous la lampe rouge                    | Contes de médecins    |
| The Surgeon Talks                                                       | Propos du chirurgien / Un médecin parle                               | octobre 1894                  | Recueil Sous la lampe rouge                    | Contes de médecins    |
| His First Operation                                                     | Sa première opération                                                 | octobre 1894                  | Recueil Sous la lampe rouge                    | Contes de médecins    |
| Behind the Times                                                        | En retard sur son temps                                               | octobre 1894                  | Recueil Sous la lampe rouge                    | Contes de médecins    |
| The Curse of Eve                                                        | La Malédiction d'Eve                                                  | octobre 1894                  | Recueil Sous la lampe rouge                    | Contes de médecins    |
| A Foreign Office Romance                                                | Un diplomate                                                          | novembre 1894                 | The Indianapolis News                          |                       |
| The Medal of Brigadier Gérard                                           | Comment le brigadier gagna la croix                                   | décembre 1894                 | The Strand Magazine                            | Brigadier Gérard      |
| The Recollections of Captain Wilkie                                     | Les Souvenirs du capitaine Wilkie                                     | janvier 1895                  | Chambers's Journal                             |                       |
| How the Brigadier Held the King                                         | Comment le brigadier marqua le roi                                    | avril 1895                    | The Strand Magazine                            | Brigadier Gérard      |
| How the King Held the Brigadier                                         | Comment le roi marqua le brigadier                                    | mai 1895                      | The Strand Magazine                            | Brigadier Gérard      |
| How the Brigadier Slew the Brothers of Ajaccio                          | Comment le brigadier extermina les Frères d'Ajaccio                   | juin 1895                     | The Strand Magazine                            | Brigadier Gérard      |
| How the Brigadier Came to the Castle of Gloom                           | Comment le brigadier visita le château des Ténèbres                   | juillet 1895                  | The Strand Magazine                            | Brigadier Gérard      |
| How the Brigadier Took the Field Against the Marshal Millefleurs        | Comment le brigadier entra en campagne contre le maréchal Millefleurs | août 1895                     | The Strand Magazine                            | Brigadier Gérard      |
| How the Brigadier was Tempted by the Devil                              | Comment le brigadier fut tenté par le diable                          | septembre 1895                | The Strand Magazine                            | Brigadier Gérard      |
| How the Brigadier Played for a Kingdom                                  | Comment le brigadier joua un royaume                                  | décembre 1895                 | The Strand Magazine                            | Brigadier Gérard      |
| The Field Bazaar                                                        | La Kermesse sportive                                                  | novembre 1896                 | The Student                                    |                       |
| The Three Correspondents                                                | Les Trois Correspondants                                              | octobre 1896                  | The Windsor Magazine                           |                       |
| The Governor of St. Kitt's / How The Governor of St. Kitt's Came Home   | Le Gouverneur de Saint Kitts                                          | janvier 1897                  | Pearson's Magazine                             | Capitaine Sharkey     |
| The Two Barques / The Dealings of Captain Sharkey with Stephen Craddock | Les Rapports du capitaine Sharkey avec Stephen Craddock               | mars 1897                     | Pearson's Magazine                             | Capitaine Sharkey     |
| The Voyage of Copley Banks / How Copley Banks Slew Captain Sharkey      | Comment Copley Banks extermina le capitaine Sharkey                   | mai 1897                      | Pearson's Magazine                             | Capitaine Sharkey     |
| The Striped Chest                                                       | Le Terrible Coffret / Le Coffre à raies                               | juillet 1897                  | Pearson's Magazine                             |                       |
| The Fiend of the Cooperage                                              | L'Île hantée / Le Démon de la tonnellerie                             | octobre 1897                  | The Manchester Weekly Times                    |                       |
| The New Catacomb                                                        | La Nouvelle Catacombe                                                 | 1898                          | The "Sunlight" Year-Book                       |                       |
| The Confession                                                          | La Confession                                                         | janvier 1898                  | The Star                                       |                       |
| The Story of the Beetle Hunter                                          | Le Chasseur de scarabées / Le Chasseur de coléoptères                 | juin 1898                     | The Strand Magazine                            | Autour du feu         |
| The Story of the Man With the Watches                                   | L'Homme aux six montres / L'Homme aux montres                         | juillet 1898                  | The Strand Magazine                            | Autour du feu         |
| The King of the Foxes                                                   | Le Roi des renards                                                    | juillet 1898                  | The Windsor Magazine                           |                       |
| The Story of the Lost Special                                           | Le Train perdu / On a perdu un train spécial                          | août 1898                     | The Strand Magazine                            | Autour du feu         |
| The Story of the Sealed Room                                            | La Chambre scellée                                                    | septembre 1898                | The Strand Magazine                            | Autour du feu         |
| The Story of the Black Doctor                                           | Le Docteur noir                                                       | octobre 1898                  | The Strand Magazine                            | Autour du feu         |
| The Story of the Club-Footed Grocer                                     | Retiré des affaires                                                   | novembre 1898                 | The Strand Magazine                            | Autour du feu         |
| The Story of the Brazilian Cat                                          | Le Chat du Brésil                                                     | décembre 1898                 | The Strand Magazine                            | Autour du feu         |
| The Retirement of Signor Lambert                                        | Comment le signor Lambert quitta l'Opéra                              | décembre 1898                 | Pearson's Magazine                             |                       |
| A Shadow Before                                                         | Un signe avant-coureur                                                | décembre 1898                 | The Windsor Magazine                           |                       |
| The Story of the Japanned Box                                           | La Boîte de laque                                                     | janvier 1899                  | The Strand Magazine                            | Autour du feu         |
| The Story of the Jew's Breast-Plate                                     | La Pièce de musée                                                     | février 1899                  | The Strand Magazine                            | Autour du feu         |
| The Story of B.24                                                       | B.24 / Une visite nocturne                                            | mars 1899                     | The Strand Magazine                            | Autour du feu         |
| The Story of the Latin Tutor / The Usher of Lea House School            | L'Étrange Collègue / Le Professeur de Lea House                       | avril 1899                    | The Strand Magazine                            | Autour du feu         |
| The Story of the Brown Hand                                             | La Main brune                                                         | mai 1899                      | The Strand Magazine                            | Autour du feu         |
| The Croxley Master                                                      | Le Maître de Croxley                                                  | octobre 1899 – décembre 1899  | The Strand Magazine                            |                       |
| The Crime of the Brigadier                                              | Comment le brigadier mit à mort le renard                             | janvier 1900                  | The Strand Magazine                            | Brigadier Gérard      |
| The Debut of Bimbashi Joyce                                             | Le Début de Bimbashi-Joyce / Les Débuts de Bimbashi-Joyce             | janvier 1900                  | Punch                                          |                       |
| Playing with Fire                                                       | En jouant avec le feu / Jouer avec le feu                             | mars 1900                     | The Strand Magazine                            |                       |
| An Impression of the Regency                                            | Un tableau de la Régence                                              | août 1900                     | Frank Leslie's Popular Monthly                 |                       |
| How Brigadier Gérard Lost an Ear                                        | Comment le brigadier perdit son oreille                               | août 1902                     | The Strand Magazine                            | Brigadier Gérard      |
| The Leather Funnel                                                      | L'Entonnoir de cuir                                                   | novembre 1902                 | McClure's Magazine                             |                       |
| How the Brigadier Saved the Army                                        | Comment le brigadier sauva une armée                                  | novembre 1902                 | The Strand Magazine                            | Brigadier Gérard      |
| How the Brigadier Rose to Minsk                                         | Comment le brigadier alla jusqu'à Minsk et en revint                  | décembre 1902                 | The Strand Magazine                            | Brigadier Gérard      |
| Brigadier Gérard at Waterloo                                            | Comment le brigadier se comporta à Waterloo                           | janvier 1903 – février 1903   | The Strand Magazine                            | Brigadier Gérard      |
| The Brigadier in England                                                | Comment le brigadier rencontra en Angleterre de nobles succès         | mars 1903                     | The Strand Magazine                            | Brigadier Gérard      |
| How the Brigidier Joined the Hussars at Conflans                        | Comment le brigadier s'empara de Saragosse                            | avril 1903                    | The Strand Magazine                            | Brigadier Gérard      |
| How Etienne Gerard Said Goodbye to his Master                           | La Dernière Aventure du brigadier Gérard                              | mai 1903                      | The Strand Magazine                            | Brigadier Gérard      |
| The Adventure of the Empty House                                        | La Maison vide                                                        | septembre 1903                | Collier's                                      | Sherlock Holmes       |
| The Adventure of the Norwood Builder                                    | L'Entrepreneur de Norwood                                             | octobre 1903                  | Collier's                                      | Sherlock Holmes       |
| The Adventure of the Dancing Men                                        | Les Hommes dansants                                                   | décembre 1903                 | The Strand Magazine                            | Sherlock Holmes       |
| The Adventure of the Solitary Cyclist                                   | La Cycliste solitaire                                                 | décembre 1903                 | Collier's                                      | Sherlock Holmes       |
| The Adventure of the Priory School                                      | L'École du Prieuré                                                    | janvier 1904                  | Collier's                                      | Sherlock Holmes       |
| The Adventure of Black Peter                                            | Peter le Noir                                                         | février 1904                  | Collier's                                      | Sherlock Holmes       |
| The Adventure of Charles Augustus Milverton                             | Charles Auguste Milverton                                             | mars 1904                     | Collier's                                      | Sherlock Holmes       |
| The Adventure of the Six Napoleons                                      | Les Six Napoléons                                                     | avril 1904                    | Collier's                                      | Sherlock Holmes       |
| The Adventure of the Three Students                                     | Les Trois Étudiants                                                   | juin 1904                     | The Strand Magazine                            | Sherlock Holmes       |
| The Adventure of the Golden Pince-Nez                                   | Le Pince-nez en or                                                    | juillet 1904                  | The Strand Magazine                            | Sherlock Holmes       |
| The Adventure of the Missing Three-Quarter                              | Le Trois-quart manquant                                               | août 1904                     | The Strand Magazine                            | Sherlock Holmes       |
| The Adventure of the Abbey Grange                                       | Le Manoir de l'Abbaye                                                 | septembre 1904                | The Strand Magazine                            | Sherlock Holmes       |
| The Adventure of the Second Stain                                       | La Deuxième Tache                                                     | décembre 1904                 | The Strand Magazine                            | Sherlock Holmes       |
| The Pot of Caviare                                                      | Le Pot de caviar                                                      | mars 1908                     | The Strand Magazine                            |                       |
| The Silver Mirror                                                       | Le Miroir d'argent                                                    | août 1908                     | The Strand Magazine                            |                       |
| The Adventure of Wisteria Lodge                                         | L'Aventure de Wisteria Lodge                                          | septembre 1908 - octobre 1908 | The Strand Magazine                            | Sherlock Holmes       |
| The Adventure of the Bruce-Partington Plans                             | Les Plans du Bruce-Partington                                         | décembre 1908                 | The Strand Magazine                            | Sherlock Holmes       |
| The Lord of Falcolnbridge                                               | Le Champion de Lady Falconbridge                                      | août 1909                     | The Strand Magazine                            |                       |
| The Home-Coming                                                         | Retour au foyer                                                       | décembre 1909                 | The Strand Magazine                            |                       |
| The Terror of Blue John Gap                                             | Le Trou du Blue John / La Brèche au monstre                           | août 1910                     | The Strand Magazine                            |                       |
| The Marriage of the Brigadier                                           | Le Mariage du Brigadier Gérard                                        | septembre 1910                | The Strand Magazine                            | Brigadier Gérard      |
| Through the Mists: I. The Coming of the Huns                            | L'Arrivée des Huns                                                    | novembre 1910                 | Scribner's Magazine                            |                       |
| The Last Galley                                                         | La Dernière Galère                                                    | novembre 1910                 | London Magazine                                |                       |
| The Last of the Legions                                                 | La Fin des Légions                                                    | décembre 1910                 | London Magazine                                |                       |
| Through the Mists: II. The First Cargo                                  | Le Premier Navire                                                     | décembre 1910                 | Scribner's Magazine                            |                       |
| The Adventure of the Devil's Foot                                       | L'Aventure du pied du diable                                          | décembre 1910                 | The Strand Magazine                            | Sherlock Holmes       |
| Through the Mists: III. The Red Star                                    | L'Étoile rouge                                                        | janvier 1911                  | Scribner's Magazine                            |                       |
| The Contest                                                             | Le Concours                                                           | février 1911                  | New-York Tribune                               |                       |
| An Iconoclast                                                           | Un iconoclaste                                                        | mars 1911                     | New-York Tribune                               |                       |
| The Adventure of the Red Circle                                         | L'Aventure du cercle rouge                                            | mars 1911 – avril 1911        | The Strand Magazine                            | Sherlock Holmes       |
| The Blighting of Sharkey                                                | Fortune de mer / La Flétrissure de Sharkey                            | avril 1911                    | Pearson's Magazine                             | Capitaine Sharkey     |
| Through the Veil                                                        | À travers le voile                                                    | avril 1911                    | Recueil The Last Galley: Impressions and Tales |                       |
| The Giant Maximin                                                       | Maximin le géant                                                      | juillet 1911                  | The Literary Pageant                           |                       |
| One Crowded Hour                                                        | Une heure bien remplie                                                | août 1911                     | The Strand Magazine                            |                       |
| The Disappearance of Lady Frances Carfax                                | La Disparition de Lady Frances Carfax                                 | décembre 1911                 | The Strand Magazine                            | Sherlock Holmes       |
| The Fall of Lord Barrymore                                              | La Chute de Lord Barrymore                                            | décembre 1912                 | The Strand Magazine                            |                       |
| How it Happened                                                         | Descente dangereuse                                                   | septembre 1913                | The Strand Magazine                            |                       |
| Borrowed Scenes                                                         | Scènes de Borrow                                                      | septembre 1913                | The Pall Mall Magazine                         |                       |
| The Horror of the Heights                                               | L'Horreur en plein ciel / L'Horreur des altitudes                     | novembre 1913                 | The Strand Magazine                            |                       |
| The Adventure of the Dying Detective                                    | Le Détective agonisant                                                | novembre 1913                 | Collier's                                      | Sherlock Holmes       |
| Danger!                                                                 | Le Danger                                                             | juillet 1914                  | The Strand Magazine                            |                       |
| The Prisoner's Defence                                                  | La Défense du capitaine                                               | janvier 1916                  | Collier's                                      |                       |
| His Last Bow                                                            | Son dernier coup d'archet                                             | septembre 1917                | The Strand Magazine                            | Sherlock Holmes       |
| Three of Them                                                           | -                                                                     | avril 1918 – décembre 1918    | The Strand Magazine                            |                       |
| A Point of View                                                         | -                                                                     | décembre 1918                 | Recueil Danger! and Other Stories              |                       |
| The Adventure of the Mazarin Stone                                      | La Pierre de Mazarin                                                  | octobre 1921                  | The Strand Magazine                            | Sherlock Holmes       |
| The Bully of Brocas Court                                               | La Brute de Brocas Court                                              | novembre 1921                 | The Strand Magazine                            |                       |
| The Nightmare Room                                                      | -                                                                     | décembre 1921                 | The Strand Magazine                            |                       |
| The Problem of Thor Bridge                                              | Le Problème du pont de Thor                                           | février 1922 – mars 1922      | The Strand Magazine                            | Sherlock Holmes       |
| The Lift                                                                | -                                                                     | avril 1922                    | Hearst's                                       |                       |
| The Centurion / I Saw Him Crucified                                     | -                                                                     | octobre 1922                  | Hearst's International                         |                       |
| A Point of Contact                                                      | Un point de contact                                                   | octobre 1922                  | The Story-Teller                               |                       |
| Billy Bones                                                             | -                                                                     | décembre 1922                 | The Strand Magazine                            |                       |
| The Adventure of the Creeping Man                                       | L'Homme qui grimpait                                                  | mars 1923                     | The Strand Magazine                            | Sherlock Holmes       |
| The Forbidden Subject                                                   | -                                                                     | août 1923                     | The Strand Magazine                            |                       |
| The Adventure of the Sussex Vampire                                     | Le Vampire du Sussex                                                  | janvier 1924                  | The Strand Magazine                            | Sherlock Holmes       |
| How Watson Learned the Trick                                            | Comment Watson apprit le truc                                         | juin 1924                     | The Book of the Queen's Dolls' House           | Sherlock Holmes       |
| The Adventure of the Three Garridebs                                    | Les Trois Garrideb                                                    | octobre 1924                  | Collier's                                      | Sherlock Holmes       |
| The Adventure of the Illustrious Client                                 | L'Illustre Client                                                     | novembre 1924                 | Collier's                                      | Sherlock Holmes       |
| The Adventure of the Three Gables                                       | Les Trois Pignons                                                     | septembre 1926                | Liberty                                        | Sherlock Holmes       |
| The Adventure of the Blanched Soldier                                   | Le Soldat blanchi                                                     | octobre 1926                  | Liberty                                        | Sherlock Holmes       |
| The Adventure of the Lion's Mane                                        | La Crinière du lion                                                   | novembre 1926                 | Liberty                                        | Sherlock Holmes       |
| The Adventure of the Retired Colourman                                  | Le Marchand de couleurs retiré des affaires                           | décembre 1926                 | Liberty                                        | Sherlock Holmes       |
| The Adventure of the Veiled Lodger                                      | La Pensionnaire voilée                                                | janvier 1927                  | Liberty                                        | Sherlock Holmes       |
| The Adventure of Shoscombe Old Place                                    | L'Aventure de Shoscombe Old Place                                     | mars 1927                     | Liberty                                        | Sherlock Holmes       |
| The Maracot Deep                                                        | Atlantis retrouvée / Le Seigneur à la sombre face                     | octobre 1927 – février 1928   | The Strand Magazine                            |                       |
| When the World Screamed                                                 | Quand la Terre hurla                                                  | février 1928 – mars 1928      | Liberty                                        | Professeur Challenger |
| The Story of Spedegue's Dropper                                         | -                                                                     | octobre 1928                  | The Strand Magazine                            |                       |
| The Disintegration Machine                                              | La Machine à désintégrer                                              | janvier 1929                  | The Strand Magazine                            | Professeur Challenger |
| The Lord of the Dark Face                                               | -                                                                     | avril 1929 – mai 1929         | The Strand Magazine                            |                       |
| The Death Voyage                                                        | Le Voyage de la mort                                                  | septembre 1929                | The Saturday Evening Post                      |                       |
| The Last Resource                                                       | Le Dernier Recours                                                    | août 1930                     | Liberty                                        |                       |
| The End of Devil Hawker                                                 | -                                                                     | août 1930                     | The Saturday Evening Post                      |                       |
| The Parish Magazine                                                     | Le Magazine de la paroisse                                            | août 1930                     | The Strand Magazine                            |                       |

## Romans
| Titre original                    | Traduction                                         | Parution originale | Série ou genre        | Notes                             |
| --------------------------------- | -------------------------------------------------- | ------------------ | --------------------- | --------------------------------- |
| A Study in Scarlet                | Une étude en rouge                                 | 1887               | Sherlock Holmes       |                                   |
| Micah Clarke                      | Micah Clarke                                       | 1889               | Roman historique      |                                   |
| The Mystery of Cloomber           | Le Mystère de Cloomber (en)                        | 1889               | Aventure-horreur      |                                   |
| The Sign of Four                  | Le Signe des quatre                                | 1890               | Sherlock Holmes       |                                   |
| The Firm of Girdlestone           | Girdlestone et Cie                                 | 1890               | Roman historique      |                                   |
| The White Company                 | La Compagnie Blanche                               | 1891               | Roman historique      |                                   |
| The Doings of Raffles Haw         | Raffles Haw                                        | 1891               | Science-fiction       |                                   |
| Beyond the City                   | Idylle de banlieue (en)                            | 1891               |                       |                                   |
| The Great Shadow                  | La Grande Ombre (en)                               | 1892               | Roman historique      |                                   |
| The Refugees                      | Les Réfugiés (en)                                  | 1893               | Roman historique      | Le premier de trois tomes.        |
| The Parasite                      | Le Possédé                                         | 1894               | Épouvante             |                                   |
| The Stark Munro Letters           | Les Lettres de Stark Munro (en)                    | 1895               | –                     |                                   |
| Rodney Stone                      | Rodney Stone (en)                                  | 1896               | Roman historique      |                                   |
| Uncle Bernac                      | L'Oncle Bernac                                     | 1897               | Roman historique      |                                   |
| The Tragedy of the Korosko        | La Tragédie du Korosko (en)                        | 1898               | Roman historique      |                                   |
| A Duet, with an Occasional Chorus | Un duo (en)                                        | 1899               | –                     |                                   |
| The Hound of the Baskervilles     | Le Chien des Baskerville                           | 1902               | Sherlock Holmes       |                                   |
| Sir Nigel                         | Sir Nigel                                          | 1906               | Roman historique      |                                   |
| The Lost World                    | Le Monde perdu                                     | 1912               | Professeur Challenger |                                   |
| The Poison Belt                   | La Ceinture empoisonnée                            | 1913               | Professeur Challenger |                                   |
| The Valley of Fear                | La Vallée de la peur                               | 1915               | Sherlock Holmes       |                                   |
| The Land of Mist                  | Au pays des brumes                                 | 1926               | Professeur Challenger |                                   |
| The Maracot Deep                  | Le Monde perdu sous la mer (ou Le Gouffre Maracot) | 1929               | Aventure-horreur      | Roman augmenté de trois nouvelles |

## Recueils de nouvelles
| Titre original                                    | Traduction                           | Parution originale | Premier éditeur    | Lieu    | Série ou genre   |
| ------------------------------------------------- | ------------------------------------ | ------------------ | ------------------ | ------- | ---------------- |
| Mysteries and Adventures                          | Mystères et Aventures                | 1890               | Scott              | Londres | Mystère          |
| The Captain of the Polestar and Other Tales       | Le Capitaine de l'« Étoile Polaire » | 1890               | Longmans, Green    | Londres | –                |
| The Adventures of Sherlock Holmes                 | Les Aventures de Sherlock Holmes     | 1892               | George Newnes      | Londres | Sherlock Holmes  |
| The Gully of Bluemansdyke                         | -                                    | 1893               | Scott              | Londres | Mystère          |
| The Memoirs of Sherlock Holmes                    | Les Mémoires de Sherlock Holmes      | 1894               | George Newnes      | Londres | Sherlock Holmes  |
| Round the Red Lamp                                | Sous la lampe rouge                  | 1894               | Methuen            | Londres | –                |
| The Exploits of Brigadier Gérard                  | Les Exploits du Brigadier Gérard     | 1896               | George Newnes      | Londres | Brigadier Gérard |
| The Green Flag and Other Stories of War and Sport | -                                    | 1900               | Smith, Elder & Co. | Londres | –                |
| The Adventures of Gerard                          | Les Aventures du Brigadier Gérard    | 1903               | George Newnes      | Londres | Brigadier Gérard |
| The Return of Sherlock Holmes                     | Le Retour de Sherlock Holmes         | 1905               | George Newnes      | Londres | Sherlock Holmes  |
| Round the Fire Stories                            | Contes autour du feu                 | 1908               | Smith, Elder & Co. | Londres | –                |
| The Last Galley                                   | -                                    | 1911               | Smith, Elder & Co. | Londres | –                |
| His Last Bow                                      | Son dernier coup d'archet            | 1917               | John Murray        | Londres | Sherlock Holmes  |
| Danger! and Other Stories                         | -                                    | 1918               | John Murray        | Londres | –                |
| Three of Them                                     | -                                    | 1923               | John Murray        | Londres | –                |
| The Case-Book of Sherlock Holmes                  | Les Archives de Sherlock Holmes      | 1927               | John Murray        | Londres | Sherlock Holmes  |

## Théâtre
| Titre                                     | Lieu de la première | Date de la première | Année de parution | Éditeur                                                                                    | Lieu de l'éditeur   | Notes                                                              |
| ----------------------------------------- | ------------------- | ------------------- | ----------------- | ------------------------------------------------------------------------------------------ | ------------------- | ------------------------------------------------------------------ |
| Jane Annie; or, The Good Conduct Prize    | Londres             | 1893                | 1893              | Chappell & Co.                                                                             | Londres             | Livret pour une Opérette, avec J. M. Barrie; musique d'Ernest Ford |
| Foreign Policy                            | Londres             | 1893                | –                 | –                                                                                          | Londres             | d'après Une question de diplomatie                                 |
| The Story of Waterloo                     | Bristol             | 1894                | 1907              | Samuel French Ltd.                                                                         | Londres             | Pièce en un acte écrite pour Sir Henry Irving                      |
| Brothers                                  | Aberdeen            | 1899                |                   | –                                                                                          | Londres             | Inspiré du roman Halves de James Payn                              |
| A Duet                                    | Londres             | 1902                | 1903              | Samuel French Ltd.                                                                         | Londres             |                                                                    |
| Brigadier Gérard                          | Londres             | 1906                | 1986              | Gaslight                                                                                   | Bloomington         |                                                                    |
| The Fires of Fate                         | Liverpool           | 1909                | –                 | –                                                                                          | Londres             |                                                                    |
| The House of Temperley                    | Londres             | 1910                | –                 | –                                                                                          | Londres             |                                                                    |
| A Pot of Caviare                          | Londres             | 1910                | –                 | –                                                                                          | Londres             |                                                                    |
| The Speckled Band                         | Londres             | 1910                | 1912              | Samuel French Ltd.                                                                         | Londres             |                                                                    |
| The Crown Diamond                         | Bristol             | 1921                | 1958              | Imprimé à titre privé                                                                      |                     |                                                                    |
| It's Time Something Happened              | –                   | –                   | 1925              | D. Appleton & Company                                                                      | Londres et New York |                                                                    |
| Exile: A Drama of Christmas Eve           | –                   | –                   | 1925              | D. Appleton & Company                                                                      | Londres et New York |                                                                    |
| Angels of Darkness: A Drama in Three Acts | –                   | –                   | 2001              | Les Francs-tireurs de Baker Street en coopération avec la Bibliothèque publique de Toronto | New York            |                                                                    |

## Poésie
Toute la poésie de Doyle constitue de la poésie de guerre.
| Titre                                              | Parution originale |
| -------------------------------------------------- | ------------------ |
| Songs of Action                                    | 1898               |
| Songs of the Road                                  | 1911               |
| The Guards Came Through, and Other Poems           | 1919               |
| The Poems of Arthur Conan Doyle: Collected Edition | 1922               |

## Œuvre non fictionnelle
| Titre                                           | Parution originale | Sujet                                                       |
| ----------------------------------------------- | ------------------ | ----------------------------------------------------------- |
| The Great Boer War                              | 1900               | Histoire militaire                                          |
| The War in South Africa – Its Cause and Conduct | 1902               | Histoire militaire                                          |
| Through the Magic Door                          | 1907               | Mémoires des livres de la bibliothèque personnelle de Doyle |
| The Crime of the Congo                          | 1909               | Histoire                                                    |
| The Case of Oscar Slater                        | 1912               | Crime                                                       |
| The German War: Some Sidelights and Reflections | 1914               | Histoire militaire                                          |
| A Visit to Three Fronts                         | 1916               | Histoire militaire                                          |
| The British Campaign in France and Flanders     | 1916–20            | Histoire militaire                                          |
| Memories and Adventures                         | 1924               | Autobiographie                                              |
| Dangerous Work: Diary of an Arctic Adventure    | 2012               | Autobiographie                                              |

## Œuvre sur le spiritisme et le paranormal

### Livres
| Titre                            | Parution originale |
| -------------------------------- | ------------------ |
| The New Revelation               | 1918               |
| The Vital Message                | 1919               |
| The Wanderings of a Spiritualist | 1921               |
| The Coming of the Fairies        | 1922               |
| The Case for Spirit Photography  | 1922               |
| Our American Adventure           | 1923               |
| Our Second American Adventure    | 1924               |
| The Spiritualist's Reader        | 1924               |
| The History of Spiritualism      | 1926               |
| Pheneas Speaks                   | 1927               |
| Our African Winter               | 1929               |
| The Edge of the Unknown          | 1930               |

### Pamphlets
| Titre | Publication |
| --- | ----------- |
| A Full Report of a Lecture on Spiritualism Delivered by Sir Arthur Conan Doyle at the Connaught Hall, Worthing on Friday July 11th 1919 | 1919        |
| Our reply to the Cleric: Sir Arthur Conan Doyle's Lecture in Leicester, October 19th 1919                                               | 1920        |
| Spiritualism and Rationalism | 1920        |
| The Early Christian Church and Modern Spiritualism                                                                                      | 1925        |
| Psychic Experiences | 1925        |
| A Word of Warning | 1928        |
| What Does Spiritualism Actually Teach and Stand For?                                                                                    | 1928        |
| The Roman Catholic Church: A Rejoinder                                                                                                  | 1929        |
| An Open Letter to Those of My Generation                                                                                                | 1929        |
| The New Revelation | 1997        |